# Leone Wollemborg
Leone Wollemborg (Padova, 4 marzo 1859 – Camposampiero, 19 agosto 1932) è stato un economista, giornalista e politico italiano.
Era discendente da una famiglia ebraica, originaria di Francoforte sul Meno.
Fondò la prima cassa rurale italiana ideandola sulla base delle casse rurali tedesche. Ebbe così il merito di contribuire notevolmente in Italia alla diffusione dell'idea cooperativa di fine dell’Ottocento. Divenne presidente della cassa rurale di Loreggia (Padova) dal 1883 al 1889, riprendendosi il ruolo, dal 1924 al 1932. Nel 1889 ne è stato consigliere.
Fondatore e direttore del mensile Cooperazione rurale e nel 1909 fondatore e presidente della Federazione Italiana delle casse rurali.
Già consigliere comunale di Loreggia (1885-1895 e dal 1899-1926), nel 1892, si ritrovò eletto alla Camera dei Deputati con la Sinistra storica e nel 1901 a ricoprire il ruolo di Ministro della finanza del Regno d'Italia.
Il 30 dicembre 1914 fu nominato Senatore del Regno d'Italia (relatore Adeodato Bonasi) per essere stato deputato per più di tre legislature e ministro del Regno d'Italia.
Fu presidente del comitato di assistenza civile di Roma, il quale garantiva assistenza e servizi pubblici durante la guerra (1915-1918).

## Biografia
Nacque a Padova nel palazzo di famiglia, affacciato alla centralissima via del Santo (oggi sede staccata del Dipartimento di Scienze Storiche, Geografiche e dell'Antichità e di Scienze Politiche dell'Università di Padova), da Giuseppe e da Giuseppina Jung. Era primogenito, precedendo i fratelli Sofia, Umberto Aronne e Maurizio Moisè.
I Wollemborg erano ebrei passati da Francoforte sul Meno a Padova nella seconda metà del XVIII secolo; si fregiavano del titolo di baroni. Il padre nel 1830 si era laureato in medicina, ma non esercitò mai la professione, dedicandosi invece all'usura. Grazie alle cospicue entrate, poté acquisire, tra l'altro, la villa Polcastro di Loreggia con le sue pertinenze. Qui Leone ebbe modo di trascorrere lunghi soggiorni, fino a trasferirvisi definitivamente.
Fu durante questi periodi che venne a contatto con la povertà del mondo contadino veneto e ne rimase profondamente colpito. Così, quando si iscrisse precocemente alla facoltà di giurisprudenza dell'Università di Padova (aveva appena quindici anni), era animato da forti ideali di natura sociale e divenne seguace di Antonio Keller, docente di economia rurale. Quest'ultimo era sostenitore delle casse cooperative di credito, promosse da Friedrich Wilhelm Raiffeisen in Renania, che vedeva come una soluzione alla miseria dei contadini.
Conosce a memoria tutte le poesie di Heine e studia l'opera di Friedrich Wilhelm Raiffeisen, con il quale collabora al Landeswirtschaftliches Genossenschaftblatt, la rivista del borgomastro tedesco. Leone fu quindi l'ideatore delle Casse Rurali germaniche in Italia.

### Attività imprenditoriale
Allo scopo di applicare nel suo Veneto le iniziative del Raiffeisen, Wollemborg pur appena ventiquattrenne, passa all'azione, in collaborazione con l'industriale vicentino Alessandro Rossi e con Luigi Luzzatti, il teorico delle banche popolari.
Il 20 giugno 1883 trentadue soci costituiscono a Loreggia, comune padovano in cui la famiglia Wollemborg aveva acquistato nel 1870 la villa Polcastro, la prima Cassa Rurale d'Italia, inizialmente dotata di un capitale sociale di appena duemila lire ma che dopo sedici mesi potrà contare su 107 soci e a intermediare 18800 lire erogando 113 prestiti fino ad un massimo di seicento lire al tasso "eccezionalmente mite" del 6,5% posticipato a scadenza biennale.
L'intento è quello di aiutare fittavoli, piccoli proprietari, chiusuranti e in genere tutto il mondo agricolo a sollevarsi dalla miseria e a liberarsi dagli strozzini con la concessione di prestiti in denaro a basso interesse e a scadenze lunghe. L'esperimento di Loreggia, cui collaborano il medico condotto Carlo De Portis e il cappellano don Nicola Condotta, ha tale successo da essere presto esteso ai comuni vicini e via via divulgato nella provincia, nella regione e poi in tutta Italia. Nel volgere di pochi decenni il numero delle casse rurali di prestiti italiane tocca le 3500 unità.
Anche la Chiesa si ispira all'iniziativa di Loreggia quando, nel 1891, fonda le casse rurali cattoliche. Del resto l'Italia aveva una ricca tradizione dei monti frumentari che a partire dal Seicento svolgevano un'utile funzione di credito agrario per sopperire al bisogno dei contadini per quello che riguarda l'anticipazione del costo delle sementi, esperienza andata a morire dopo l'unificazione anche perché in parte degenerata o male amministrata. Merito di Leone Wollemberg è stato quello di recuperare il piccolo credito agrario in chiave moderna, ricollegandola all'esperienza delle Casse rurali tedesche. La sua fama varca i confini nazionali con la medaglia d'oro all'Esposizione universale di Parigi del 1889 per la sua iniziativa filantropica.
Convinto che le divisioni ideologiche o religiose non debbano separare chi pone fiducia nella cooperazione, arriva a spingere lo stesso parroco di Loreggia a farsi socio.
Nel 1885 istituisce il mensile "La cooperazione rurale", che pubblica fino al 1904.

### Attività politica

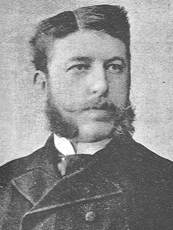
Alberto Treves de Bonfili

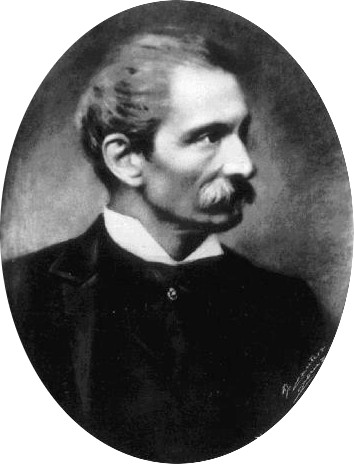
Giuseppe Zanardelli

Sono gli anni in cui Padova, città considerata una roccaforte della tradizione cattolica, si affida volentieri a due illustri uomini di affari e di cultura di estrazione ebraica come Wollemborg e il barone veneziano Alberto Treves de Bonfili.
Entrato in Parlamento, nel 1892 Wollemborg contribuisce alla caduta del governo Giolitti per lo scandalo della Banca Romana.
L'anno successivo viene eletto deputato nel Collegio di Cittadella tra le file dei liberal-progressisti, così pure nel 1895, battendo il conte Gino Cittadella Vigodarzere, la cui amicizia non rimane in alcun modo intaccata. Nemico di tutte le politiche fondate sull'ordine interno con mezzi spietati, si dimette dopo pochi mesi da sottosegretario alle finanze sotto il ministero di Pelloux, troppo simile in questo a quello di Crispi.
Sua la legge Provvedimenti per agevolare lo smercio del chinino (23 dicembre 1900), grazie alla quale il "chinino di Stato" è venduto a prezzo bassissimo in tutte le rivendite di sali e tabacchi.
Nel 1901 è ministro delle finanze del governo Zanardelli. Prepara una riforma finanziaria fondata sull'atterramento dei dazi interni e sul passaggio del carico fiscale dalle fonti economiche al patrimonio e al reddito, unito allo sgravio dei consumi popolari. Scarsamente sostenuta dai partiti democratici di sinistra, la legge viene bocciata il 28 luglio; il 3 agosto successivo Wollemborg si dimette da ministro.
Trasferita la sua residenza da Padova a Loreggia, nel 1903 si sposa con Alina Fano. Dopo nove anni nasce il primogenito, al quale mette il suo nome (diventerà il famoso giornalista e saggista Leo J. Wollemborg). A favore dei Loreggiani coetanei del neonato pone in banca la somma di lire 1000 da ripartirsi, accresciuta degli interessi, alla visita della leva militare.
Nel 1913 non firma il "Patto Gentiloni", che stabilisce sette punti da accettare per avere l'appoggio elettorale dei cattolici. In particolare egli non ne condivide il terzo, riguardante la "seria istruzione religiosa nelle scuole pubbliche". Il suo rifiuto deriva sia dalla fedeltà verso le idee liberiste sia dal timore che la religione possa diventare instrumentum regni.
Evita di presentarsi al collegio elettorale della “cattolica” Cittadella, ma viene comunque sconfitto in quello di Ascoli Piceno. Inizialmente non accetta da Giolitti, suo avversario politico e estimatore, la nomina a senatore, accettando l'incarico solo dopo su proposta di Antonio Salandra.
Alla Camera Alta vota contro tutte le leggi fasciste liberticide, senza perdere la stima e il rispetto di Mussolini.
Il 19 agosto 1932 muore all'ospedale di Camposampiero.
Per sua volontà testamentaria, nel 1935 nasce la "Fondazione Leone Wollemborg" a vantaggio dei contadini. Tra le opere di questa istituzione l'asilo infantile a lui intitolato e attivo nel XXI secolo.

## Opere
Elenco parziale
- Intorno al costo relativo di produzione come norma per la determinazione del valore: osservazioni, Bologna, N. Zanichelli, 1882.
- Les caisses rurales italiennes: rapport pour l'Exposition universelle de Paris en 1889, Rome, Istituto cartografico italiano, 1889.
- Un disegno di riforma tributaria, Roma, Direzione della Nuova Antologia, 1901.
- Scritti e discorsi di economia e finanza, Torino, Bocca, 1935 (postumo, a cura di Augusto Graziani, Camillo Montalcini e Fortunato Pintor).
- "Il sentimento del bene comune". Scritti e discorsi scelti del fondatore della prima Cassa Rurale italiana (1883-1929), Ecra, 2013.

## Influenza culturale
A Leone Wollemborg è dedicato il romanzo a fumetti di Emanuele Fucecchi e Marco Carminati Non è la solita storia. Leone Wollemborg e le origini del Credito Cooperativo.
Il palazzo di famiglia di via del Santo, 26 a Padova è divenuta la sede della Sezione di Geografia del Dipartimento di Scienze Storiche, Geografiche e dell'Antichità (DiSSGeA) nonché delMuseo di geografia della locale università.